# Saarsportler des Jahres
Die Wahl der Saarsportler des Jahres wird seit 1995 jährlich vom Verein Saarländische Sportjournalisten (VSS) durchgeführt. Als Preis wird die Skulptur „Victoria“ an die Gewinner überreicht. Am häufigsten wurden der 1. FC Saarbrücken-Tischtennis (7×) sowie der Triathlet Jan Frodeno (5×) und die Radsportlerin Lisa Klein (je 5×) ausgezeichnet.

## Preisträger
| Jahr | Sportler                                     | Sportlerin                                             | Mannschaft                                | Ehrenpreis                                                                     | Nachwuchspreis                                            |
| ---- | -------------------------------------------- | ------------------------------------------------------ | ----------------------------------------- | ------------------------------------------------------------------------------ | --------------------------------------------------------- |
| 2024 | Tim Hellwig Triathlon                        | Lisa Klein Bahnradsport                                | 1. FC Saarbrücken-Tischtennis Tischtennis |                                                                                |                                                           |
| 2023 | Tim Hellwig Triathlon                        | Nicole Nicoleitzik Leichtathletik (Parasport)          | 1. FC Saarbrücken-Tischtennis Tischtennis |                                                                                | Maxim Kovalenko / Sofia Benfares Turnen / Leichtathletik  |
| 2022 | Richard Ringer Langstreckenlauf              | Lisa Klein Bahnradsport                                | SV Elversberg Fußball                     |                                                                                | Daniel Mousichidis Turnen                                 |
| 2021 | Patrick Franziska Tischtennis                | Lisa Klein Straßen- u. Bahnradsport                    | 1. FC Saarbrücken-Tischtennis Tischtennis |                                                                                | Maja Schorr Leichtathletik                                |
| 2020 | Gabriel Clemens Darts                        | Melitta Czerwenka-Nagel Leichtathletik (Seniorensport) | 1. FC Saarbrücken Fußball                 |                                                                                |                                                           |
| 2019 | Jan Frodeno Triathlon                        | Lisa Klein Straßen- u. Bahnradsport                    | 1. FC Saarbrücken-Tischtennis Tischtennis |                                                                                | Ella Reim Rudern                                          |
| 2018 | Patrick Franziska Tischtennis                | Lisa Klein Straßenradsport                             | 1. BC Saarbrücken-Bischmisheim Badminton  |                                                                                |                                                           |
| 2017 | Timo Bernhard Automobilsport                 | Pauline Schäfer Turnen                                 | TG Saar Turnen                            | Gerd Meyer (Sportfunktionär)                                                   | Joana Staub Mittelstreckenlauf                            |
| 2016 | Jonas Hector Fußball                         | Dzsenifer Marozsán Fußball                             | 1. BC Saarbrücken-Bischmisheim Badminton  | Therese Zenz Rudern                                                            | Marlene Hüther Schwimmen                                  |
| 2015 | Jan Frodeno Triathlon                        | Pauline Schäfer Turnen                                 | 1. BC Saarbrücken-Bischmisheim Badminton  | Margret Kratz Fußball                                                          | Etienne Kinsinger / Marlene Hüther Ringen / Schwimmen     |
| 2014 | Jan Frodeno Triathlon                        | Pauline Schäfer Turnen                                 | 1. FC Saarbrücken-Tischtennis Tischtennis | Leo Meiser (Verein „wir im Verein mit dir“)                                    | Laura Müller 400-Meter-Lauf                               |
| 2013 | Philipp Wollscheid Fußball                   | Dzsenifer Marozsán Fußball                             | TG Saar Turnen                            | Karl-Heinz Russky Tischtennis                                                  | Moritz Reichert Volleyball                                |
| 2012 | Andreas Waschburger Freiwasserschwimmen      | Claudia Nicoleitzik Leichtathletik (Parasport)         | 1. FC Saarbrücken-Tischtennis Tischtennis | Egon Schmitt Fußball                                                           | Anne Beenken Rudern                                       |
| 2011 | Matthias de Zordo Speerwurf                  | Susanne Hahn Langstreckenlauf                          | 1. FC Saarbrücken-Tischtennis Tischtennis | Albert Wagner (Ehrenpräsident LSVS)                                            | Mira Bimperling / Cathrin Puhl Rhythmische Sportgymnastik |
| 2010 | Matthias de Zordo Speerwurf                  | Anja Noske Rudern                                      | 1. BC Bischmisheim Badminton              | Reinhard Peters                                                                | Jenna Pletsch 100-Meter-Hürdenlauf                        |
| 2009 | Jan Frodeno Triathlon                        | Romy Bär Basketball                                    | Leichtgewichts-Vierer Rudern              | Christian Schwarzer Handball                                                   | Petrissa Solja Tischtennis                                |
| 2008 | Jan Frodeno Triathlon                        | Claudia Nicoleitzik Leichtathletik (Parasport)         | TV Saarlouis Royals Basketball            | Wilfried Kindermann (Sportarzt)                                                | Lucien Haßdenteufel Schwimmen                             |
| 2007 | Eugen Spiridonov Turnen                      | Bianca Kappler Weitsprung                              | KSV Köllerbach Ringen                     | Ludwin Klein (Vorsitzender LC Rehlingen)                                       | Matthias de Zordo Speerwurf                               |
| 2006 | Benjamin Becker Tennis                       | Xu Huaiwen Tischtennis                                 | 1. BC Bischmisheim Badminton              | Werner Zimmer (Sportmoderator)                                                 | Nadine Keßler / Romina Holz Fußball                       |
| 2005 | Konstantin Schneider Ringen                  | Kristina Barrois Tennis                                | Borussia Neunkirchen Fußball              | Melitta Czerwanka-Nagel / Helga Bühler-Hoffmann / Rudolf Breder Leichtathletik | Max Bandel Rudern                                         |
| 2004 | Stefan Strobel Rollstuhl-Marathon, Parasport | Andrea Harder Basketball                               | 1. FC Saarbrücken Fußball                 | Ferdi Hartung / Claudia Kohde-Kilsch (Sportfotograf) / Tennis                  | Max Bandel Rudern                                         |
| 2003 | Konstantin Schneider Ringen                  | Shanta Ghosh 400-Meter-Lauf                            | „Autres Choses“ Tanzsport                 | Herbert Binkert Fußball                                                        | Florian Beck / Carola Bott Kanuslalom / Badminton         |
| 2002 | Boris Henry Speerwurf                        | Kathrin Hoppstädter Rettungssport                      | DLRG Wadgassen Rettungssport              | Michael Keck Badminton                                                         | Waldemar Eichhorn / Stefanie Hessler Turnen / Speerwurf   |
| 2001 | Thorsten Laurent Rettungssport               | Shanta Ghosh 400-Meter-Lauf                            | „Autres Choses“ Tanzsport                 | Andreas Walzer Radsport                                                        | Lars Albert Zehnkampf                                     |
| 2000 | Alfred Ter-Mkrtchyan Ringen                  | Shanta Ghosh 400-Meter-Lauf                            | KSV Köllerbach Ringen                     |                                                                                |                                                           |
| 1999 | Michael Jakosits Sportschießen               | Marietta Uhle Schwimmen                                | „Autres Choses“ Tanzsport                 |                                                                                |                                                           |
| 1998 | Rainer Müller Straßenlauf                    | Tanja Schäfer Straßenlauf                              | LTF Marpingen Straßenlauf                 |                                                                                |                                                           |
| 1997 | Boris Henry Speerwurf                        | Shanta Ghosh 400-Meter-Lauf                            | TV Saarlouis Royals Basketball            |                                                                                |                                                           |
| 1996 | Boris Henry Speerwurf                        | Stefanie Hort Weitsprung                               | TV Niederwürzbach Handball                |                                                                                |                                                           |
| 1995 | Boris Henry Speerwurf                        | Marietta Uhle Schwimmen                                | TV Niederwürzbach Handball                |                                                                                |                                                           |